# Wizja (opowieść)
Wizja – fragment prozy Zygmunta Krasińskiego z lat 1830-1833, pisanej po francusku.

## O utworze
Pracę nad utworem rozpoczął Krasiński w czasie pobytu we Włoszech na przełomie 1830/1831, a ukończył w Genewie we wrześniu 1831. Znany jest, tak jak Adam Szaleniec, tylko ze streszczenia w liście do Reeve'a, jako Vision des esprits des siecles (Wizja duchów stuleci). Utwór został ostatecznie ukończony w styczniu 1833 w Petersburgu jako Wizja.
Stylistycznie Wizja jest zależna od Hoffmanna (wizjoner z długim wzrokiem) i Byrona (Manfredowskie wywoływanie duchów). Jest to opowieść o młodzieńcu, który nosi na czole znamię, powiększone cierpieniami i popełnionymi w życiu błędami. Przy pomocy wywoływanych z zaświatów duchów stara się zetrzeć z czoła piętno, będące literackim przedstawieniem poczuciem wstydu związanego z uchylaniem się autora od udziału w powstaniu. Przywoływane duchy reprezentują trzy okresy rozwoju cywilizacji europejskiej. Duch średniowiecza, wyidealizowany poetycko, jest bezsilny wobec współczesności. Wysoko ocenia poeta potencjał intelektualny ducha XVIII wieku, oskarża jednak Oświecenie o brak serca, sceptycyzm i rozchwianie norm moralnych. Dla wieku XIX żywi typową dla romantyzmu pogardę dla wieku ciemiężycieli i bankierów. Nienawiść do współczesności pozbawionej kryteriów moralnych i zajętej wyłącznie pomnażaniem kapitału prowadzi Krasińskiego do wizji katastroficznych i do podkreślania wielkiej roli jednostki w planach Opatrzności.